# Ignaz Knoblecher
Ignaz (Ignatius, Ignace ou Ignacio) Knoblecher (en slovène : Ignacij Knoblehar or Knobleher), né le 6 juillet 1819 à Škocjan dans l'actuelle Slovénie et mort le 13 avril 1858 à Naples, est un missionnaire catholique et explorateur autrichien. 

## Biographie
Prêtre franciscain dès 1845, il est fait docteur en théologie en 1846 et envoyé cette année-là en Libye. 
Devenu vicaire général du pape, il commande en 1849 une mission catholique à Khartoum où il fonde une école. Il organise alors des expéditions dans l'intérieur de l'Afrique et, voyageant sur le Nil Blanc, entre dans le Bari. 
Il revient en Autriche puis, en 1852, retourne explorer l'Afrique et dirige une mission à Gondokoro. Il étudie alors les langues Dinka et Bari. En 1858, il regagne l'Europe avec une importante collection ethnographique et ornithologique. Il meurt d'une maladie contractée lors de ses voyages. 
Ses études sur l'Afrique centrale sont publiées de 1852 à 1858 dans les Jahresberichte des Marienvereins. 